# 以規則集為基礎的存取控制
以規則為基礎的存取控制，（英語：Rule Based Access Control），是資訊安全領域中，一種開放源碼的存取控制機制，用於Linux核心，其會依據系統安全策略的選擇，提供所能允許的權限。

## 外部連結
- RSBAC homepage（页面存档备份，存于）